# Риденау
Риденау (њем. Rüdenau) општина је у њемачкој савезној држави Баварска. Једно је од 32 општинска средишта округа Милтенберг. Према процјени из 2010. у општини је живјело 826 становника. Посједује регионалну шифру (AGS) 9676153.

## Географски и демографски подаци
Риденау се налази у савезној држави Баварска у округу Милтенберг. Општина се налази на надморској висини од 193 метра. Површина општине износи 4,0 km². У самом мјесту је, према процјени из 2010. године, живјело 826 становника. Просјечна густина становништва износи 206 становника/km².